# International Headache Society
Pour les articles homonymes, voir IHS.
L'International Headache Society (IHS ; en français : Société internationale des céphalées, SIC) est une organisation caritative fondée en 1981 pour tout individu voulant se renseigner sur les céphalées.
L'association compte plus d'un millier de membres. La société publie un journal international intitulé Cephalalgia. La société est incorporée en 1994 au Royaume-Uni et au Pays de Galles.

## Mal de tête et migraine
Le mal de tête banal et la migraine ont longtemps été confondus. 
En 1988, la SIC établit une classification et des critères diagnostiques qui permettent une distinction scientifique entre les différents types de céphalées, celle-ci intitulée la « Classification internationale des céphalées » (CIC),. L'association publie deux éditions de la CIC (CIC-1 et CIC-2), celles-ci étant approuvées par l'Organisation mondiale de la santé (OMS).